# Смогоржевский, Ясон
Ясо́н Смогорже́вский (3 марта 1715 — 1 февраля 1788, Радомысль) — церковный деятель Речи Посполитой. Униатский архиепископ Полоцкий (1762—1780), Митрополит Киевский, Галицкий и всея Руси (1780—1788). Кавалер Ордена Св. Станислава (1767).

## Биография
Представитель шляхетского рода Смогоржевских герба «Юноша», что родом из Волковысского уезда. Сперва был римско-католиком, однако около 1731 года вступил в орден базилиан Св. Иосафата.
Изучал теологию и философию в Греческом коллегиуме в Риме (1734—1740). В 1740 году стал священником. С 1747 года был генеральным представителем и викарием Киевской митрополии. Около 1752—1758 годы по поручению митрополита Флориана Гребницкого находился в Риме.
16 сентября 1772 года после первого раздела Речи Посполитой должен был присягнуть на верность Екатерине II, в результате чего получил 2 деканата митрополичьей епархии (Гомельский и Рогачевский, 1773) и Смоленскую епархию (1778). Это поставило под его власть все приходы в землях, включённых в состав Российской империи.
Защищал позиции Греко-Католической Церкви как от попыток перехода своих верующих в православие Синода Российской Православной Церкви, так и в католичество латинского обряда. Стремился ограничить деятельность православного епископа Виктора Садковского, вернуть приходы, которые приняли православие, запретить священникам из России работать в приходах.
В 1774 году добился от римской курии подтверждения давнего постановления 1624 года о запрете униатам переходить в латинский обряд. В том же году подготовил проект епархиальной семинарии в деревне Струнье около Полоцка (открылась в 1806 году). Поощрял развитие базилианских школ.
Из-за противостояния стремлений властей Российской империи в религиозной сфере 2 июля 1780 года Екатерина II лишила Смогоржевского российского подданства. Смогоржевский выехал в Речь Посполитую, жил в своей резиденции в городе Радомысль (Киевское воеводство). Основал семинарии в Радомысле и Житомире.
Усилия Смогоржевского не остановили общей тенденции ослабления Греко-Католической Церкви.